# Serie A2 2023-2024 (pallamano femminile)
Il campionato italiano 2023-2024 di pallamano femminile di Serie A2 vede 34 squadre iscritte Le squadre sono state divise in 4 gironi; le prime 2 di ogni girone accedono ai play-off per determinare la vincitrice e la squadra promossa.

## Girone D

### Stagione regolare
|  | Pos. | Squadra             | Pt | G | V | N | S | GF  | GS  | D    | Note |
|  | ---- | ------------------- | -- | - | - | - | - | --- | --- | ---- | ---- |
|  | 1.   | Aretusa             | 15 | 8 | 7 | 1 | 0 | 301 | 155 | +146 |      |
|  | 2.   | Erice B             | 13 | 8 | 6 | 1 | 1 | 234 | 164 | +70  |      |
|  | 3.   | Mattroina Handball  | 6  | 8 | 3 | 0 | 5 | 186 | 212 | -26  |      |
|  | 4.   | Halikada Gattopardo | 6  | 8 | 3 | 0 | 5 | 174 | 217 | -43  |      |
|  | 5.   | Pallamano Marsala   | 0  | 8 | 0 | 0 | 8 | 151 | 298 | -147 |      |

### Fase ad orologio
|  | Pos. | Squadra             | Pt | G | V | N | S | GF  | GS  | D   | Note |
|  | ---- | ------------------- | -- | - | - | - | - | --- | --- | --- | ---- |
|  | 1.   | Aretusa             | 8  | 4 | 4 | 0 | 0 | 156 | 74  | +82 |      |
|  | 2.   | Erice B             | 6  | 4 | 3 | 0 | 1 | 134 | 78  | +56 |      |
|  | 3.   | Halikada Gattopardo | 4  | 4 | 2 | 0 | 2 | 88  | 112 | -24 |      |
|  | 4.   | Mattroina Handball  | 2  | 4 | 1 | 0 | 3 | 65  | 107 | -42 |      |
|  | 5.   | Pallamano Marsala   | 0  | 4 | 0 | 0 | 4 | 79  | 151 | -72 |      |